# کانانئا
کانانئا (به اسپانیایی: Cananea) یک منطقهٔ مسکونی در مکزیک است که در محدوده شهرداری کانانئا واقع شده‌است. کانانینا ۳۱٬۵۶۰ نفر جمعیت دارد و ۱٬۶۲۰ متر بالاتر از سطح دریا واقع شده‌است.

## خواهرخوانده
شهرهای رادبویل و سیرا ویستا، آریزونا خواهرخوانده‌های کانانینا هستند.